# Grb Švedske
Grb Švedske ima dvije varijante: velikom nacionalnom grbu (stora riksvapnet) i malom nacionalnom grbu (lilla riksvapnet).

## Veliki grb
Štit se sastoji od četiri polja i malog štita u sredini. Prvo i četvrto polje prikazuju tri kraljevske krune Švedske koje su nacionalni simbol još od vremena kralja Alberta od Mecklenburga. Drugo i treće polje prikazuju tradicionalne lavove dinastije Folkunga. Mali štit prikazuje dinastijski grb.
Iznad štita nalazi se kraljevska kruna Švedske.
Štit drže dva lava, koja se tradicionalno smatraju "švedskim" - s dvostrukim repovima i ovjenčani kraljevskim krunama. Lav je već četiri stoljeća značajan element švedske heraldike, posebno državne.
Štit je također okružen ogrlicom Reda Serafima poznatog i kao Red Njegovog Kraljevskog Veličanstva. Ovo je najznačajniji red u Švedskoj i ova ogrlica najveće je priznanje koje pojedinac može dobiti.
Veliki grb također je i grb monarha koji specijalnim dekretom može njegovu uporabu odobriti pojedinim članovima kraljevske obitelji uz određene izmjene.

## Mali grb
Mali grb uglavnom koristi švedska vlada i njene agencije. Mogu mu biti pridruženi dodatni elementi koji simboliziraju aktivnost određene agencije, uz odobrenje Državnog vijeća za heraldiku.
Mali grb se sastoji od plavog štita na kojem se nalaze tri kraljevske krune, dvije iznad jedne, s kraljevskom krunom štita. Oko grba može biti ogrlica Reda Serafima.

## Reguliranje upotrebe
Uporaba grba regulirana je švedskim zakonom - Act 1970:498.
Svaki prikaz tri krune, u rasporedu dvije iznad jedne smatra se malim grbom i njegova uporaba regulirana je zakonom 1970:498.